# Round and Round (Tinkara Kovač)
Round and Round (in sloveno Spet) è un singolo di Tinkara Kovač, presentato all'Eurovision Song Contest 2014 tenutosi a Copenaghen, in rappresentanza della Slovenia.

## Tracce
iTunes
1. Round and Round (Eurovision)
2. Spet (in sloveno)
3. Round and Round (versione internazionale - italiano, inglese e sloveno)
4. Round and Round (in inglese)
5. Round and Round (Eurovision karaoke)
6. Round and Round (Eurovision strumentale)
7. Spet (karaoke in sloveno)
8. Round and Round (versione internazionale karaoke)
9. Round and Round (versione internazionale - remix)